# Jan van Scorel

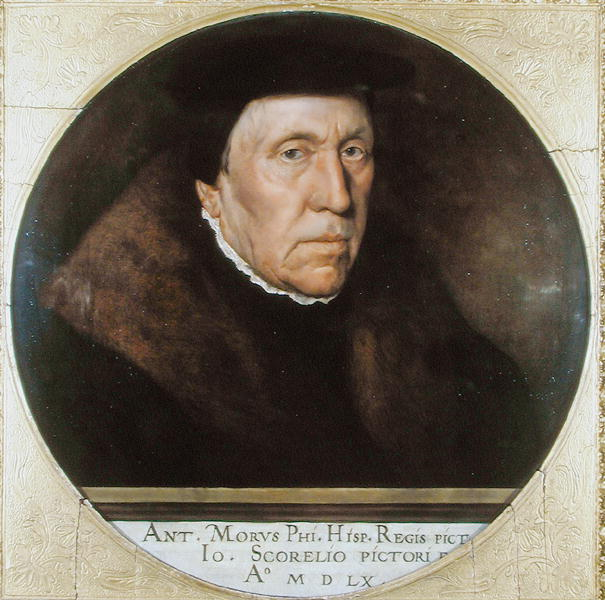
Jan van Scorel (Gemälde von Anthonis Mor van Dashorst, 1560)

Jan van Scorel (* 1. August 1495 in Schoorl (Scorel) bei Alkmaar; † 6. Dezember 1562 in Utrecht) war ein niederländischer Maler.

## Leben
Nach Besuch der Lateinschule von Alkmaar war Scorel Schüler des Jacob Cornelis Buys d. Ä. Um 1512 arbeitete er bei Jacob Cornelisz. van Oostsanen in Amsterdam. Er bildete sich dann in Nürnberg unter dem Einfluss Dürers und in Italien. Von 1522 bis 1523 hielt er sich in Rom auf. Er kehrte 1524 in die Niederlande zurück und wurde Kanonikus der Marienkirche in Utrecht. Von 1527 bis 1529 verließ er vorübergehend Utrecht wegen politischer Unruhen und arbeitete in Haarlem.

## Werke
Scorel ist derjenige holländische Maler, welcher für die Nachahmung der Italiener bahnbrechend wirkte. Seine Hauptwerke sind:
- Heilige Sippe des Frangipani-Altars in der Pfarrkirche Obervellach in Kärnten (1520), frühestes, erhaltenes signiertes Werk – noch unter dem Einfluss Dürers
- Temperabilder aus dem Alten Testament (Kirche zu Warmenhuizen bei Alkmaar)
- Kreuzigung (1530, Bonn, Rheinisches Landesmuseum)
- reuige Magdalena und Bathseba im Bad (Amsterdam) und
- David Goliath tötend (Dresden, Galerie)

Freier vom italienischen Einfluss sind seine Bildnisse, darunter das seiner Geliebten Agathe van Schonhoven im Palazzo Doria zu Rom. (Vgl. Toman, Studien über J. v. S. (Leipzig 1889)).

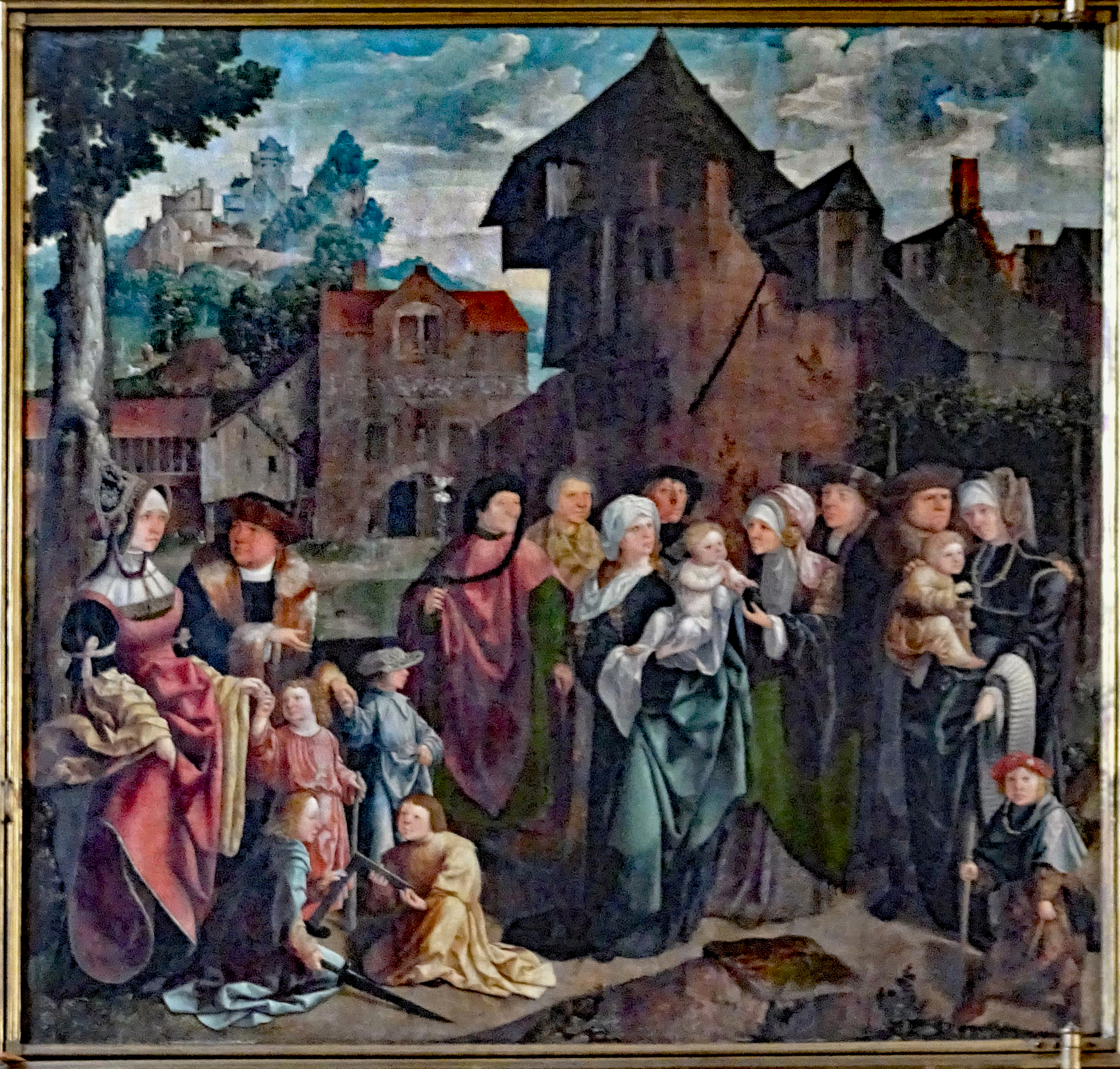
Heilige Sippe, Frangipani-Altar, Pfarrkirche Obervellach
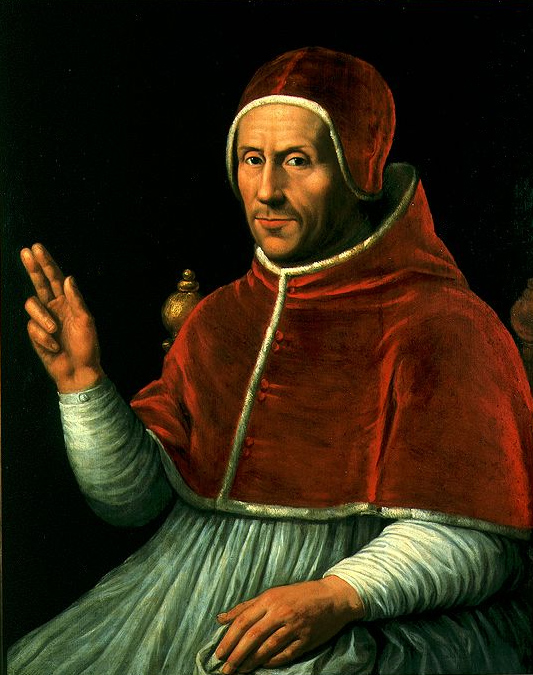
Papst Hadrian VI.
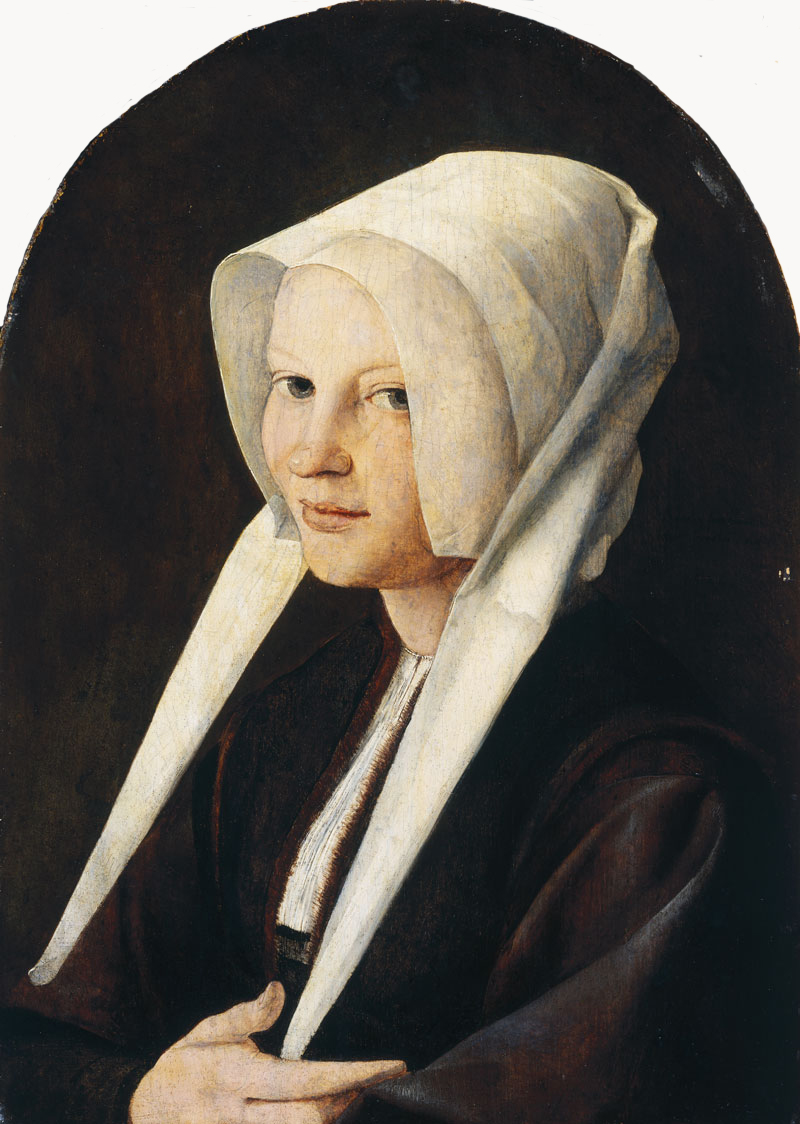
Agathe van Schoonhoven, 1529 (Holz, 38 × 26 cm)